# Carl Fredrik von Schwartzer
Carl Fredrik von Schwartzer, född 24 december 1738 i Stralsund, död 1804 i Stralsund, var en svensk militär och politiker.

## Bakgrund[1]
von Schwarzer föddes i Stralsund som son till överstelöjtnanten Johan Georg von Schwartzer och dennes hustru Christina Maria Wolff. Fadern dog redan 1741 och modern gifte om sig 1742 med översten för Dalregementet Jonas Adlerstråhle. Denne blev 1748 överste och chef för Drottningens livregemente till fot som var förlagt till Stralsund och även kommendant i staden 1755.
von Schwartzer blev 1747 volontär vid Garnisonsregementet i Stralsund som då kallades det ’’Schwerinska värvade infanteriregementet’’ efter sin chef Klas Filip von Schwerin. Den 7 november 1753 blev han sergeant vid Posses värvade infanteriregemente. Den 3 maj 1756 gick han i militärtjänst i Hessen. Den 19 april 1758 utnämndes han till löjtnant vid Jägarkåren och blev vid regementet utnämnd till Stabsryttmästare den 1 september samma år. Den 1 februari 1763 placerades han vid Östgöta kavalleriregemente. 1775 utnämndes han till överste för Ritter und Lehnpferde i Svenska Pommern. 
von Schwartzer deltog vid Riksdagen 1789 och tillhörde då de adelsmän ur oppositionen som arresterades på order av kung Gustav III den 20 februari 1789 inför kungens plan på att genomdriva Förenings- och säkerhetsakten. von Schwartzer sattes i husarrest och han släpptes först den 29 april samma år.
von Schwartzer dog i Stralsund 1804.

## Utmärkelser
- Riddare av Svärdsorden - 28 april 1770[4]